# Lisandro Otero
Lisandro Otero González (La Habana, 4 de junio de 1932-La Habana, 3 de enero de 2008) fue un escritor, periodista y diplomático cubano, Premio Nacional de Literatura de Cuba en 2002 y miembro de tres academias de la lengua.

## Biografía
Nacido en La Habana en una familia de maestros y periodistas, comenzó a escribir sus primero relatos cuando tendría unos 14 años, usando las viejas Remington de su casa, según él mismo confiesa.  Estudió filosofía en la Universidad de La Habana y se diplomó en la Escuela Nacional de Periodismo Manuel Márquez Sterling, de la que años más tarde sería profesor. Aficionado al cine, publicaba críticas de películas en el diario Excelsior de la capital cubana. Como periodista fue corresponsal en París -donde también estudió en La Sorbona-, cubrió la guerra de guerrillas en Argelia, la caída de Batista en Cuba, la revolución cultural de China y muchos otros acontecimientos históricos, como la caída del muro de Berlín. Fue jefe de informativos del Canal 12, jefe de redacción del periódico Revolución y de la Gaceta de Cuba, director de la revista Cuba y Revolución y Cultura; colaboró en la revista cubana Bohemia, así como en muchos diarios extranjeros como los españoles El País y ABC, el francés Le Monde Diplomatique o el estadounidense The Washington Post, por nombrar sólo algunos.
Como diplomático fue agregado cultural de la embajada de Cuba en Chile durante el gobierno de Salvador Allende, el Reino Unido y Rusia. En 1976 fue nombrado jefe de Información, Prensa y Cultura del ministerio de Exteriores cubano. Más tarde dirigió el Centro de Cultura del Caribe en la Casa de las Américas.
En 1996 se radica en México, país del que obtuvo la ciudadanía tres años más tarde. Allí fue director del suplemento cultura Arena del diario Excélsior. 
Fue director de la Academia Cubana de la Lengua desde octubre de 2004 hasta su muerte; además fue miembro correspondiente de la Real Academia Española y de la Academia Norteamericana de la Lengua Española.
Autor de numerosos cuentos -aparecidos principalmente en antologías y publicaciones periódicas- y novelas, escribió también ensayos y obtuvo varios premios así como también muchas distinciones y condecoraciones.

## Premios
- Premio Nacional de Literatura de Cuba 2002
- Premio Nacional de Periodismo 1997 del Club de Periodistas de México
- Premio de la Crítica de Cuba 1994 por Árbol de la vida
- Finalista del Premio Rómulo Gallegos 1987 con Temporada de ángeles
  - Premio de la Crítica de Cuba 1984 por Temporada de ángeles
- Premio de Cuento 1981 de la revista mexicana Plural por el cuento Lucha de clases
- Premio Casa de las Américas 1961 por su novela La situación
- Premio Nacional de Periodismo Juan Gualberto Gómez 1957 (Cuba) por sus crónicas argelinas

## Obras
- Tabaco para un Jueves Santo, 1955, cuento
- Cuba: Z.D.A., 1960, reportaje
- Hemingway, 1963, ensayo
- La situación, 1963, novela (1 libro de su trilogía sobre Cuba)
- Pasión de Urbino, 1966, novela
- En ciudad semejante, 1970, novela (2 libro de su trilogía sobre Cuba)
- En busca de Vietnam, 1970, ensayo
- Política cultural de Cuba, 1971, ensayo
- Trazado, 1976, ensayo
- Razón y fuerza de Chile, 1980, ensayo
- General a caballo, 1980, novela
- Temporada de ángeles, 1983, novela
- Bolero, 1984, novela
- Disidencias y coincidencias en Cuba, 1984, ensayo
- Clave para Matta, 1984, ensayo
- Árbol de la vida, 1990, novela (3 libro de su trilogía sobre Cuba)
- La utopía cubana desde adentro, 1993, ensayo
- La travesía, 1995, novela
- Llover sobre mojado. Memorias de un intelectual cubano. 1957-1997, 1999
- De Gutenberg a Bill Gates, 2002, ensayo
- Charada, novela, 2004